# Dover
För andra betydelser, se Dover (olika betydelser).
Dover (engelskt uttal: [ˈdoʊvər], franska: Douvres) är en stad och civil parish i grevskapet Kent i sydöstra England. Staden är huvudort i distriktet med samma namn och ligger cirka 109 kilometer sydost om centrala London samt cirka 24 kilometer sydost om Canterbury. Tätorten (built-up area) hade 36 363 invånare vid folkräkningen år 2021. Dover nämndes i Domedagsboken (Domesday Book) år 1086, och kallades då Dovera/Dovere.
Dover är en hamnstad, belägen vid Doverkanalen, där Engelska kanalen (franska: La Manche) är som smalast, 34 kilometer från Calais i Frankrike. Tack vare närheten till övriga Europa är Dover en av Engelska kanalens mest trafikerade hamnar med 18 miljoner passagerare varje år.
Dover är känt för sina vita klippor av krita, Dovers vita klippor. Andra sevärdheter är Dover Castle med sitt nästan 2 000 år gamla fyrtorn och Dover Roman Painted House.

## Bildgalleri

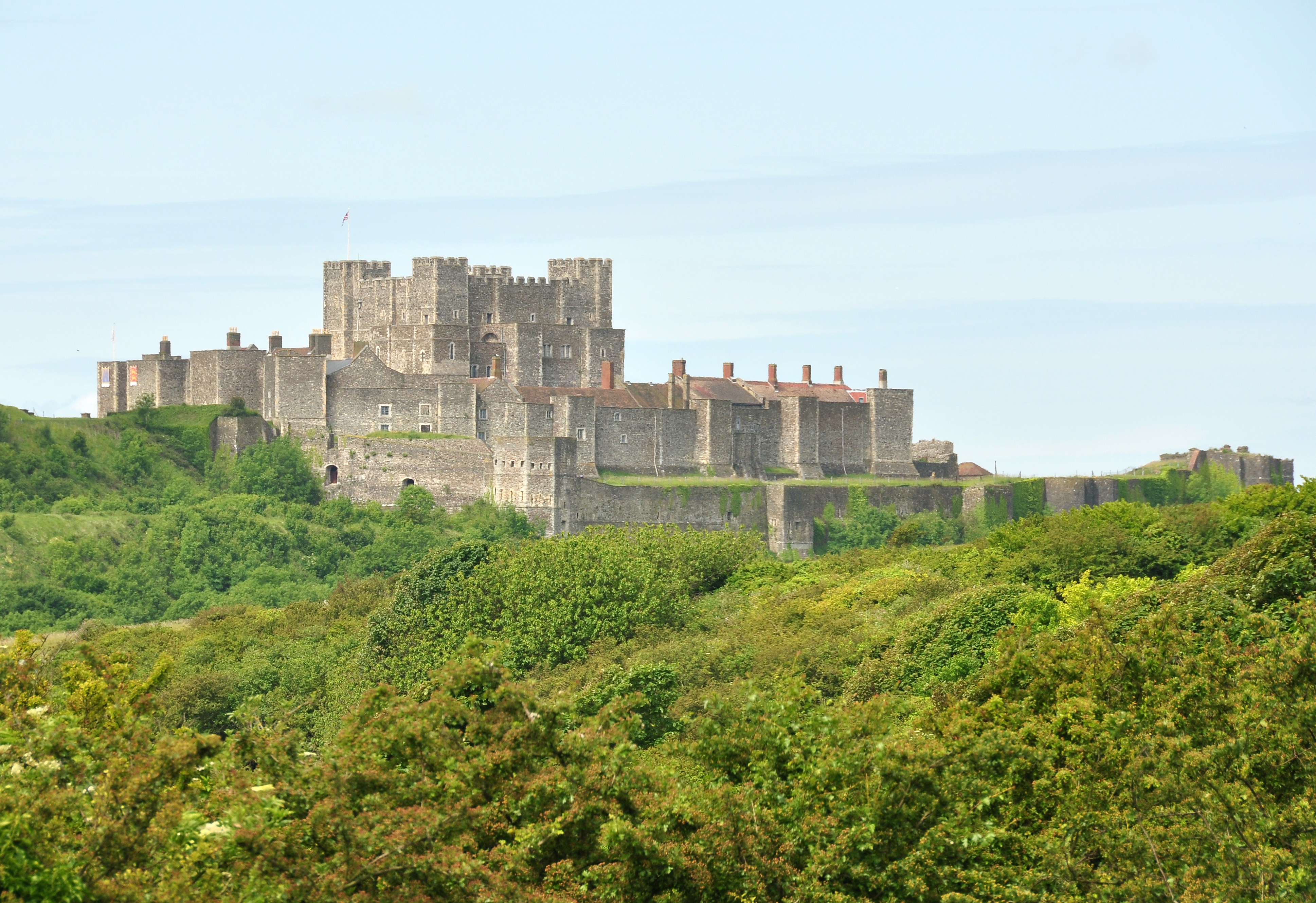
Dover Castle.
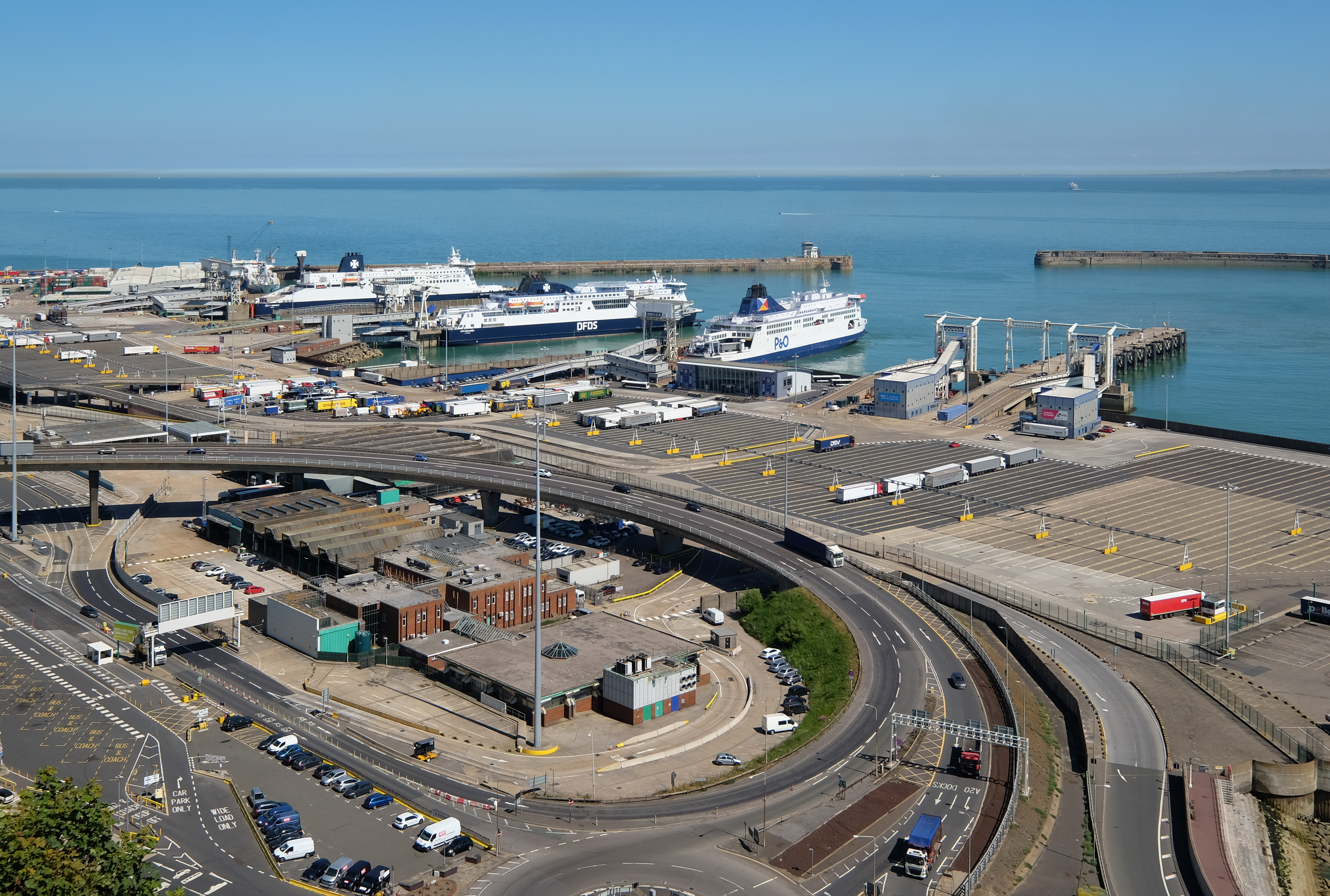
Hamnen i Dover.
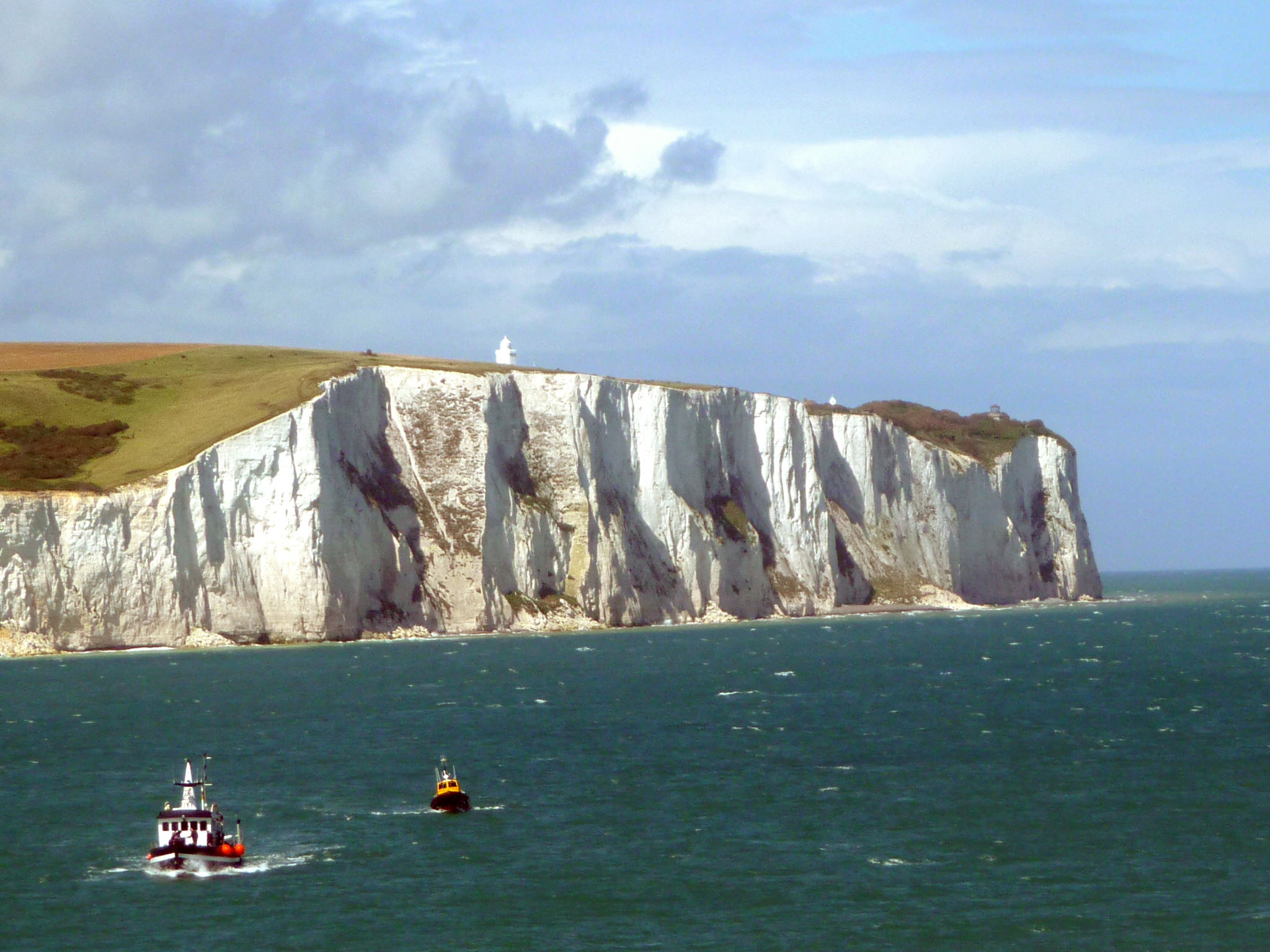
Dovers vita klippor.